# Thomas Jefferson Dryer
Thomas Jefferson Dryer (1808 – 1879) était un éditeur de presse, un franc-maçon, un alpiniste et un homme politique américain.

## Biographie
Thomas Jefferson Dryer naît le 10 janvier 1808 dans la région de New York,. Il part pour l'Ouest du continent et fonde à Portland le journal hebdomadaire Weekly Oregonian où il travaillera en tant qu'éditeur. Ce journal subsistera par la suite et deviendra The Oregonian.
Dryer réalise la première ascension du mont Saint Helens le 27 août 1853 avec trois compagnons. Il affirmera également avoir été le premier à escalader le mont Hood le 8 août 1854 mais cette ascension est sujette à controverse car Henry Pittock affirme avoir lui aussi escaladé cette montagne en premier. En 1856, Dryer se présente aux élections du Territoire de l'Oregon au sein du parti politique Whig où il sera élu.
Dryer sera mandaté en tant que commissaire américain au royaume d'Hawaii en 1861 par le président Abraham Lincoln. Le président souhaitait en effet le remercier pour son soutien lors des élections présidentielles qu'il venait de remporter. Dryer est décédé le 30 mars 1879 et est enterré dans un cimetière de Portland dans l'Oregon.